# Groumont
Le Groumont est un cours d'eau de Belgique, principal affluent de la Lienne et faisant donc partie du bassin versant de la Meuse. Il naît en province de Luxembourg, passe rapidement en province de Liège et se jette dans la Lienne près du village de Hierlot dans la commune de Lierneux.

## Parcours
Ce ruisseau ardennais prend sa source sur le plateau des Tailles entre les villages de Fraiture et Regné (commune de Vielsalm). Le ruisseau coule vers le nord en alimentant les anciens moulins à eau de Regné et d'Ecdoval. Entre ces deux moulins, le ruisseau reçoit en rive gauche la Gèhe venant des environs de la Baraque de Fraiture. Ensuite le Groumont passe à l'ouest de Lierneux, arrose Lansival puis rejoint la rive gauche de la Lienne au cœur de la réserve naturelle domaniale des Prés de la Lienne à une altitude de 336 m.